# 1825 Klare
1825 Klare је астероид главног астероидног појаса чија средња удаљеност од Сунца износи 2,676 астрономских јединица (АЈ).
Апсолутна магнитуда астероида је 11,8.